# Ansavo (kommun)
Ansavo (franska: Anse-à-Veau) är en kommun i Haiti.   Den ligger i departementet Nippes, i den sydvästra delen av landet, 110 km väster om huvudstaden Port-au-Prince.